# 매원고등학교
매원고등학교(梅遠高等學校)는 대한민국 경기도 수원시 영통구 매탄동에 있는 공립 고등학교이다.

## 학교 연혁
- 2008년 1월 7일 : 경기도 도립학교 설치 조례 공포(3년제 36학급)
- 2008년 3월 1일 : 초대 김기서 교장 취임
- 2008년 3월 4일 : 2008학년도 입학식(345명)
- 2011년 2월 10일 : 제1회 졸업장 수여식 (308명 졸업)
- 2024년 1월 5일 : 제14회 졸업장 수여식(251명 졸업)
- 2024년 3월 1일 : 제6대 최해순 교장 부임
- 2024년 3월 4일 : 제17회 신입생 11학급(301명 입학)

## 참고 자료
- 매원고등학교 - 한국교육학술정보원 학교알리미